# Curtil-sous-Burnand
Curtil-sous-Burnand är en kommun i departementet Saône-et-Loire i regionen Bourgogne-Franche-Comté i östra Frankrike. Kommunen ligger i kantonen Saint-Gengoux-le-National som tillhör arrondissementet Mâcon. År 2022 hade Curtil-sous-Burnand 139 invånare.

## Befolkningsutveckling
Antalet invånare i kommunen Curtil-sous-Burnand
| Referens: INSEE |